# Melsungen
Melsungen é um município da Alemanha, situado no distrito de Schwalm-Eder, no estado de Hesse. Tem 63,1 km² de área, e sua população em 2019 foi estimada em 13.689 habitantes.